# Langkopsmaragdgroefbij
De langkopsmaragdgroefbij (Lasioglossum morio) is een vliesvleugelig insect uit de familie Halictidae. De wetenschappelijke naam van de soort is voor het eerst geldig gepubliceerd in 1793 door Fabricius.